# 오로촌족
오로촌족(만주어: ᠣᡵᠣᠨᠴᠣᠨ Oroncon, 몽골어: ᠣᠷᠴᠣᠨ Orčon, 러시아어: Орочоны, 중국어 간체자: 鄂伦春族, 정체자: 鄂倫春族, 병음: Èlúnchūn zú, 중국조선어: 오르첸족) 또는 오르촌족은 중국 56개의 민족 중 인구가 가장 적은 민족 중의 하나로 내몽골 자치구 후룬베이얼시와 헤이룽장성의 흥안령 일대에 거주하고 있다. 원래 이들은 흥안령 산맥을 중심으로 수렵 생활을 하던 종족이었다. 2010년 기준 인구는 8,659명이다.

## 역사
오로촌인들은 문자가 없기 때문에 자신들의 역사를 기록할 수 없었다. 다른 종족의 문헌 중 오로촌인에 관한 기록은 비교적 늦게 나타날 뿐 아니라 아주 적기 때문에 오로촌족의 원류에 대해서는 현재 통일된 학설이 없다.
문헌 기록을 보면 《몽고비사》에서는 외흥안령에 거주하는 종족을 ‘숲속의 백성'(林中百姓)이라고 하였다. 《대명일통지》에서는 "북산(北山)에 야인(野人)이 있는데 사슴을 타고 다닌다"라고 하였는데 대략 오로촌인과 어웡키 등 순록을 이용하는 종족을 지칭한다. 《동삼성정략(東三省政略)》에는 "오로촌은 실제로 소론(索倫, 만주어: ᠰᠣᠯᠣᠨ Solon)의 한 부족으로 그 종족은 모두 흥안령 산중에 흩어져 있으며 수렵을 위주로 하는데, 원대에는 숲속의 백성이라 칭했으며 청초에는 수중인(樹中人) 또는 사록부(使鹿部)라고 불렸다."라는 기록이 있다. 청나라 사료에는 오로촌, 어웡키, 다우르를 소론부(索倫部), 사록부(使鹿部), 타생부(打牲部)로 통칭한 기록이 있다.
중국 경내의 오로촌인들은 만주국 시대인 1930년대 후반에 관동군 특무 기관에서 공작하고 군사 훈련을 했다. 관동군은 그들에게 대소 정보 수집 임무를 맡겼다. 오로촌족은 소련 영내에도 동족이 있었으며 러시아어와 중국어로 능통했기 때문에 이런 임무에 적합했다. 당시 관동군 특무 기관은 소수 민족 선무 공작에 아편을 택했다고도 하는데, 오로촌족 사이에 마약 중독이 확산되면서 전후에도 한동안 이어졌다고 주장하는 연구자도 있다.

## 문화

### 성명
오로촌족의 씨족은 오로촌어로 무쿤이라 하는데 무쿤이 생산되기 위해서는 먼저 성이 있어야 한다. 성은 오로촌어로 하라라고 한다. 오로촌인의 하라는 모두 의미를 담고 있다. 일부 하라는 작은 성씨가 파생됐는데, '어떠어떠한 첸(淺)이라 하였다. 예를 들어 커르터이르는 후대에 나단첸(那旦淺), 콩가이다첸(空改達淺), 처처이르(車車依爾淺) 등의 성씨가 파생됐다. 바이이르는 후대에 부러기이르첸(布勳吉依爾淺), 조룬첸(昭倫淺), 오룬첸(放倫淺), 차라방커첸(查拉邦克淺), 우용나첸(烏永那淺) 등이 파생됐다. 이들 작은 성씨는 기본적으로 그에 대한 해석과 기원 전설이 있다. 작은 성씨의 첸이 독립적인 무쿤으로 성립하게 되면 작은 성씨는 본 씨족의 진정한 성씨가 된다.

### 언어
오로촌어는 퉁구스어족 북퉁구스어파 어웡키어군으로, 모음은 설위에 따라 음과 양으로 나뉘며 모음이 조화된다. 문자는 없다.
오로촌어는 멸종위기어가 되었다. 1980년대 말 조사에 따르면 오로촌족의 51%만이 여전히 오로촌어를 사용하고 있으며, 취락구의 생활용어는 여전히 오로촌어를 위주로 사용하고 있다. 2000년의 조사에 의하면, 오로촌 자치기의 7개 오로촌족이 모여 살고 있는 오리온 마을에서, 오로촌어를 능숙하게 구사하는 사람은 40% 미만으로 절반 이상이 30대 이상에 집중돼 있고, 오로촌어를 전혀 모르는 사람은 40%가 넘고, 10세 미만은 94%가 오로촌어를 전혀 모른다. 2007년 조사에서는 오로촌족 내에서 통용되는 교류 언어가 중국어로 바뀌었고, 오로촌어는 50대 이상에서 내부적으로 사용하는 '특허 언어'가 됐다.

### 종교
오로촌인 대부분은 샤머니즘을 신봉했다. 그러나 오론촌족의 마지막 생존 샤먼인 멍진푸가 2000년 10월 9일 73세의 나이로 사망했다.

## 분포
오로촌인의 분포는 대략 17세기 중엽을 중심으로 전후 두 시기로 나눌 수 있다. 청 제국 정부의 초기 문헌 기록에 근거하면 오로촌인들은 17세기 중엽 전에는 주로 바이칼호 동부, 아무르강(흑룡강)의 북부, 사할린섬 일대에 분포하였다. 그중 실카강, 제야강, 뇨만강, 암군강 유역과 사할린 섬은 모두 오로촌족이 유렵생활을 하며 거주하던 곳이다. 그러나 비교적 집중적으로 거주한 곳은 제야강과 뇨만강 일대이다.
문헌 기록에 의하면 "암군강, 뇨만강 내지 제야강은 흑룡강과 환강(擐江) 좌우에서 합류하는데 거주민은 모두 오론촌(俄樂春, 만주어: ᠣᡵᠣᠨᠴᠣᠨ Oroncon), 키러르(奇勒爾, 만주어: ᡴᡳᠯᡝᡵ Kiler), 비랄(畢喇爾, 만주어: ᠪᡳᡵᠠᠯ Biral)에 속하는 사람들"이라고 한다. 서쪽의 실카강에서 동쪽의 녈위이하(涅威爾河)의 흑룡강 북쪽 일대는 주로 오로촌인의 활동 지역이며, 호마이하(呼瑪爾河)에 이르러 제야강과 뇨만강에 이르는 곳은 비랄인의 활동 지역이다.
비랄인의 족칭에 대해서는 두 가지 설이 있다. 하나는 제야강 지류인 비랄하 유역에 거주하여 얻은 이름이라는 것이다. 다른 하나는 뇨만강을 부레야강이라고도 하는데, '부레야'는 오로촌어로 강이라는 뜻인 비라가 변한 것으로 비랄인은 부레야라는 말이서 기원하였다는 것이다. 암군하는 키러르인이 활동했던 지역이다. 사료에 "키러르는 키렁(奇楞, 만주어: ᡴᡳᠯᡝᠩ Kileng)이라고도 하며 닝구타 동북으로 2천 리에 있다...우수리강 입구부터 혼동강 남쪽에 이르며 동으로는 바닷가이 이른다."라는 기록이 있다. 흑룡강 하류에서 사할린 섬에 이르는 곳은 만혼(滿琿) 사람의 활동 지역이다. 사할린 섬의 아당길산(阿當吉山)은 섬의 약간 남쪽에 있는데 산의 남쪽은 오로촌인의 거주지이다. 17세기 중엽 제정러시아가 흑룡강 유역의 광활한 지역을 침략하기 시작하자 오로촌인은 다른 종족과 마찬가지로 생활에 있어 심각한 불편을 겪게 됐고, 일부는 흑룡강 남쪽으로 이동하였다. 러시아에서는 현지에 남은 오로촌인과 어웡키인을 통칭하여 에벤키(러시아어: Эвенки)라 하였다.
흑룡강 남쪽으로 이동한 오로촌인은 대소흥안령 일대에서 유렵하였는데 다섯 개의 지역으로 나뉘며 서로 다른 이름을 가지고 있었다. 후마하 유역과 그 부근 지역의 오로촌인은 쿠마르첸(庫瑪爾千)이라 하며, 슌비라하(遜畢拉河) 쿠르빈하(庫爾濱河), 우윤하(烏雲河), 자인하 유역 내지 그 부근이 오로촌인은 비랄첸(畢拉爾千)이라 한다. 아리하(阿里河) 유역과 그 부근으로 이동한 오로촌인은 아리첸이라 하고, 도부쿠르하(多布庫爾河) 유역과 그 부근으로 이동한 오로촌인은 도부쿠르첸이라 한다. 투하(托河) 유역과 그 부근으로 이동한 오로촌인은 투첸이라 한다. 청 제국 정부는 이들이 활동한 지역을 근거러 다섯개의 로(路)로 구분하였다. 후에 아리로와 도부쿠르로를 하나로 합쳐 아리부쿠르로라 하였다.
현재 오로촌족은 주로 내몽골자치구 후룬베이얼시의 오로촌 자치기와 자란툰시, 흑룡강성 다싱안링 지역의 타허현, 후마현, 헤이허시 후이구, 쉰커현, 이춘시의 자인현 등지에 거주하고 있다.